# Emil von Schelhorn
Emil von Schelhorn (* 10. April 1828 in Landsberg am Lech; † 10. Dezember 1908 in München) war ein bayerischer Offizier.

## Leben
Emil von Schelhorn studierte nach dem Gymnasialabschluss 1846 am (heutigen) Wilhelmsgymnasium München  an der Ludwig-Maximilians-Universität München. 1847 wurde er Mitglied des Corps Isaria. Nach dem Studium schlug er die bayerische Offizierslaufbahn ein und trat 1848 als Unterleutnant in das Königlich Bayerische 9. Infanterie-Regiment „Wrede“ ein. 1852 wurde er Bataillons-Adjutant. Ab 1855 diente er als Adjutant des Brigadiers Generalmajor Benjamin von Herman und wurde 1859 zum Oberleutnant befördert.
Zu Beginn des Deutschen Krieges 1866 wurde er als Hauptmann zur Dienstleistung im Generalstab der Bayerischen Armee beordert. 1868 wurde er Adjutant des Generalquartiermeisters.
Bei der Mobilmachung am Beginn des Deutsch-Französischen Kriegs verletzte er sich:  Dem Hauptmann Emil v. Schellhorn begegnete gestern Abends, als er sich zur Abreise ins Feld rüstete und im Begriffe war, von einem Revolver die Zündhütchen zu entfernen, der Unfall, daß ein Lauf sich entlud und ihm der Schuß durch die linke Hand ging, so dass er nicht zum Einsatz kam. 1872 erfolgte die Beförderung zum Major im Generalstab und 1873 die Versetzung zum Bayerischen Kadettenkorps als dessen Dienst- und Studien-Inspektor. 1876 wurde er Direktor der Kriegsschule und in dieser Dienststellung 1877 Oberstleutnant und 1881 Oberst. Von 1884 bis 1888 war er Kommandeur des Kadettenkorps.
Sein letzter Dienstgrad war ab 1885 Generalmajor; als solcher wurde er am 16. April 1888 aufgrund seines Abschiedsgesuchs durch Prinzregent Luitpold von Bayern zur Disposition gestellt. Als Generalmajor a. D. lebte er bis zu seinem Tod in München.

## Auszeichnungen
- 1862: Ehrenkreuz von Schwarzburg, 3. Klasse[5]
- vor 1864:  Herzoglich Sachsen-Ernestinischer Hausorden, Ritter II. Klasse
- 1883:  Königlicher Kronen-Orden (Preußen), 2. Klasse[6]
- 1888:  Verdienstorden der Bayerischen Krone, Ritter[7]

## Schriften
- Dom Pedro V., König von Portugal. Mit einleitenden Capiteln geschichtlichen, geographisch-statistischen und culturhistorischen Inhalts. Nürnberg: Schmid 1866 (Digitalisat).
- Die Königlich Bayerische Kriegsschule in den ersten 25 Jahren ihres Bestehens, 1883.